# Yaiza
Yaiza és un municipi situat al sud de l'illa de Lanzarote, a les illes Canàries. Està format pels nuclis de població de Yaiza, Playa Blanca, Uga, Las Breñas, Femés, La Hoya, Las Casitas, El Golfo, La Degoyada, Playa Quemada i Maciot
Les seves indústries principals són el turisme i l'agricultura. Envoltat per l'Oceà Atlàntic, limita al nord amb els municipis de Tinajo i Tías. En l'extrem sud del municipi de Yaiza, en la zona coneguda com "El Rubicón", es va instal·lar el primer assentament de les Illes Canàries, el 1402, des d'on es va iniciar la Conquesta de l'Arxipèlag. El poble de Yaiza és el nucli municipal, on es troba l'ajuntament. Davant seu hi ha la parròquia de Nostra Senyora dels Remeis, patrona del municipi, la festivitat del qual se celebra el 8 de setembre.
Yaiza es troba en la vora de l'àrea sepultada per les erupcions volcàniques produïdes a Lanzarote entre 1730 i 1736, que van donar com a origen el Parc Nacional de Timanfaya. Precisament, la crònica fonamental de les erupcions va ser narrada pel llavors capellà de Yaiza, Andrés Lorenzo Curbelo. Yaiza sobresurt entre els pobles de l'illa per la seva cura paisatgística i el seu respecte a l'arquitectura tradicional. A més de Timanfaya, el municipi compta amb altres espais naturals de gran importància, com el monument Natural de Los Ajaches, en la costa del qual es troben les Playas de Papagayo, o el Charco Verde, tambien anomenat de Los Clicos. A la costa de Yaiza se situen també les salines més grans de les Canàries, les Salinas del Janubio. Dintre del terme municipal es troba Femés, poble que serveix d'escenari principal de la novel·la Mararía, de l'escriptor canari Rafael Arozarena. A Femés hi ha també l'església en honor de Sant Marcial, patró de Lanzarote. Playa Blanca, en l'extrem sud de l'illa, és el principal nucli turístic del municipi.